# 福島市立平石小学校
福島市立平石小学校（ふくしましりつ ひらいし しょうがっこう）は、福島県福島市にある公立小学校である。

## 概要
福島市街地南側の信夫地区南東部を通学区域とし、平田川のほとりに位置する。2020年5月1日現在、4学級26名の児童が在籍する。校歌は高橋新二作詞、伊藤英直作曲によるものである。現在の校舎は1993年に移転新築されたものであり、旧校舎跡地には福島市役所に植えられていたナンジャモンジャの木が市役所建て替えの際に移植されている。

## 沿革
- 1876年4月30日 - 学校創立。後に町村合併、学制改革を経て信夫郡信夫村立平石小学校となる。
- 1966年6月 - 信夫村が福島市に編入され、福島市立平石小学校となる。
- 1993年2月27日 - RC造二階建ての校舎と、屋内運動場が竣工する。
- 1993年4月1日 - 現在地に移転開校する。
- 1994年3月18日 - 水泳プール(25m×9m 5コース）が竣工する。

## 教育方針
教育目標

## 学校行事
| - 4月 - 5月 - 6月 | - 7月 - 8月 - 9月 | - 10月 - 11月 - 12月 | - 1月 - 2月 - 3月 |

## 通学区域
- 信夫地域
  - 平石（福島市立大森小学校通学区域を除く）

## 進学先中学校
- 福島市立信夫中学校[3]

## 学区 / 校区内の主な施設
- 東北自動車道
- 東北新幹線福島トンネル

## 交通
- JR東日本福島駅より福島交通路線バス平田行乗車、平田農協前停留所下車、徒歩約30分[4]。